# Leptanilla butteli
Leptanilla kebunraya  (лат.) — вид мелких муравьёв рода Leptanilla из подсемейства Leptanillinae (Formicidae). Ориентальная область.

## Распространение
Встречается в Юго-Восточной Азии: Малайзия.

## Описание
Мелкого размера муравьи (1-2 мм). Антеролатеральные доли клипеуса (у близкого вида Leptanilla kebunraya они развиты), 3-й членик усиков без отчётливого базального стебелька, постпетиоль сравнительно мелкий, промезонотальный шов широкий (у L. kebunraya он узкий). Жвалы с 2 зубцами.  Стебелёк между грудкой и брюшком состоит из двух узловидных члеников (петиоль и постпетиоль). Название дано в честь немецкого зоолога Х. вон Баттель-Рипена (Hugo von Buttel-Reepen; 1860—1933).